# Rada Bankowości Elektronicznej
Rada Bankowości Elektronicznej (RBE) powstała w 2004 roku jako organizacja mająca na celu ułatwić i propagować rozwój bankowości elektronicznej. Działa przy Związku Banków Polskich, koordynując działania środowiska bankowców, biznesmenów i administracji rządowej (m.in. w ramach Planu Informatyzacji Państwa).

## Organy RBE
Prezydium – organ wykonawczy Rady, składający się z przewodniczącego, dwóch wiceprzewodniczących, pięciu członków i sekretarza Rady. Każdy z członków prezydium jest związany z jednym z banków, ZBP lub inną organizacją wchodzącą w skład systemu bankowego w Polsce.
Grupy robocze – Rada Bankowości Elektronicznej realizuje swoje zadania poprzez następujące grupy robocze:
- ds. projektu „Platforma systemu multibankowego” (opracowanie modelu elektronicznej platformy multibankowej i wdrożenie wypracowanych rozwiązań)
- ds. projektu prezentacji i inicjacji płatności faktur elektronicznych (zaplanowanie systemu B2B i B2C pozwalającego na wystawianie i realizację e-faktur)
- ds. wspierania standardów (patrz niżej)
- Forum Technologii Bankowych
- Forum Bezpieczeństwa Transakcji Elektronicznych

## Projekt Standardy@Bank
- Import@Bank – określa standardowy format plików z informacjami o przelewie, zapisywanych w różnych programach księgowych. Tak sformatowany plik może być potem czytany przez różne systemy bankowości elektronicznej.

- Historia@OFX – określa standardowy format plików historii konta bankowego, zgodny z międzynarodowym standardem Open Financial Exchange w wersji OFX 2.0. Tak zapisane informacje można otworzyć w programach do zarządzania finansami domowymi (np. GnuCash, AceMoney Lite) oraz systemach finansowo-księgowych firm z sektora MŚP.